# Liste der Monuments historiques in Guimaëc
Die Liste der Monuments historiques in Guimaëc führt die Monuments historiques in der französischen Gemeinde Guimaëc auf.

## Liste der Bauwerke
| Bezeichnung                   | Beschreibung | Standort            | Kennzeichnung | Schutzstatus   | Datum     | Bild           |
| ----------------------------- | ------------ | ------------------- | ------------- | -------------- | --------- | -------------- |
| Chapelle du Christ (Kapelle)  |              | (Lage)              | PA00089993    | Inscrit        | 1932      | weitere Bilder |
| Kapelle Notre-Dame-des-Joies  |              | (Lage)              | PA00089994    | Classé         | 1916      | weitere Bilder |
| Kirche St-Pierre und Calvaire |              | (Lage)              | PA00089996    | Classé Inscrit | 1916 1926 | weitere Bilder |
| Dolmen von Saint-Jean         |              | Route de Fry (Lage) | PA00089995    | Classé         | 1930      | weitere Bilder |
| Stele Maen ar Rannou          |              | (Lage)              | PA00089997    | Inscrit        | 1955      | weitere Bilder |

## Liste der Objekte
- Monuments historiques (Objekte) in Guimaëc in der Base Palissy des französischen Kultusministeriums